# Danggok (métro de Séoul)
Danggok (en coréen : 보라매공원역) est une station de passage de la ligne Sillim du métro de Séoul. Elle est située au 985 Bongcheon-dong, dans l'arrondissement de Gwanak-gu à Séoul en Corée du Sud.
Ouverte en 2022, la station est desservie par les rames automatiques qui circulent sur la ligne.

## Situation sur le réseau

Plan du réseau (2023)

Établie en souterrain, la station de passage Danggok est située sur la ligne Sillim du métro de Séoul, entre la station Hôpital de Boramae, en direction du terminus nord Saetgang, et la station Sillim, en direction du terminus sud Gwanaksan.

## Histoire
La station Danggok est mise en service le 28 mai 2022, lors de l'ouverture à l'exploitation des 8,1 km de la ligne Sillim du métro de Séoul,.

## Services aux voyageurs

### Accès et accueil
Établie au 985 Bongcheon-dong, la station dispose de deux niveaux en sous-sol : au niveau le plus profond se situe la station avec ses deux voies encadrées par deux quais latéraux équipés de portes palières. Deux ascenseurs, deux escaliers et deux escaliers mécaniques, permettent les liaisons avec la mezzanine ou l'on trouve notamment les automates pour l'achat des titres de transport et les tourniquets de contrôle. Deux ascenseurs font directement le lien avec la surface ou l'on trouve deux accès/sorties, numérotés 1 et 2 alors équipés chacun de deux escaliers mécaniques. Outre les ascenseurs, la station dispose de toilettes et d'une salle de soin pour les personnes en situation de handicap.

### Desserte
Danggok est desservie par les rames automatiques de la ligne Sillim.

Installations ligne Sillim
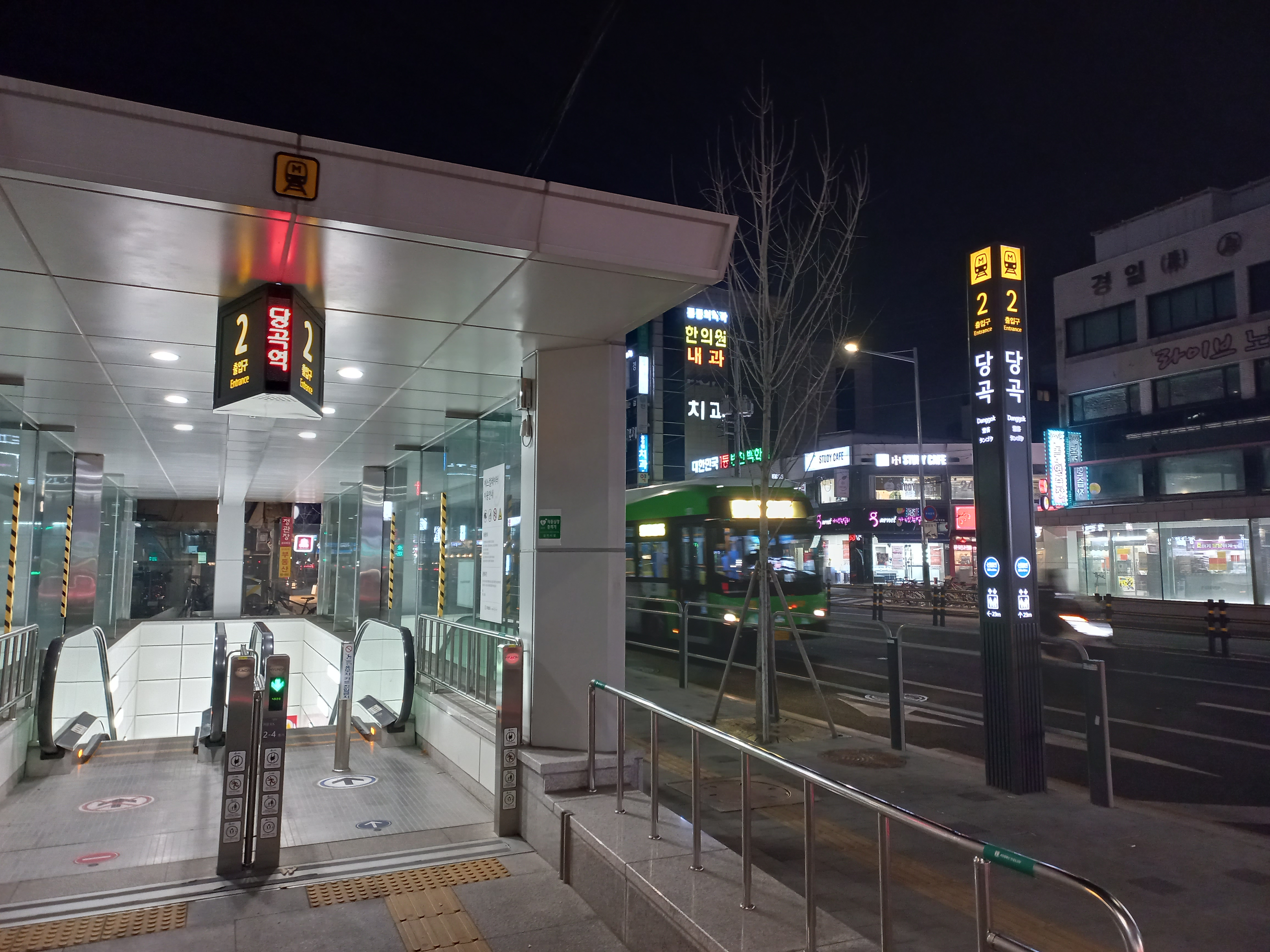
En 2023.
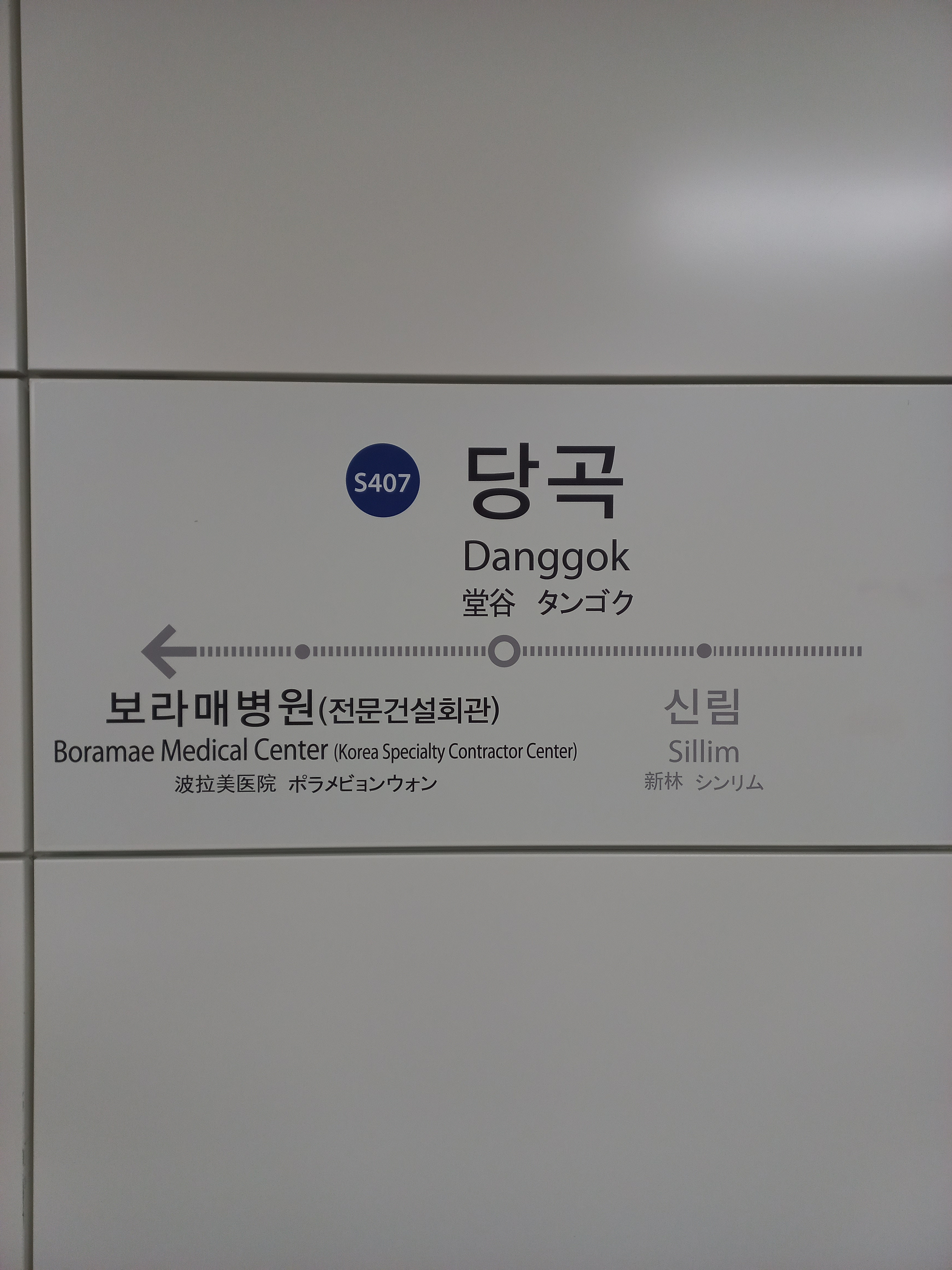
En 2022.
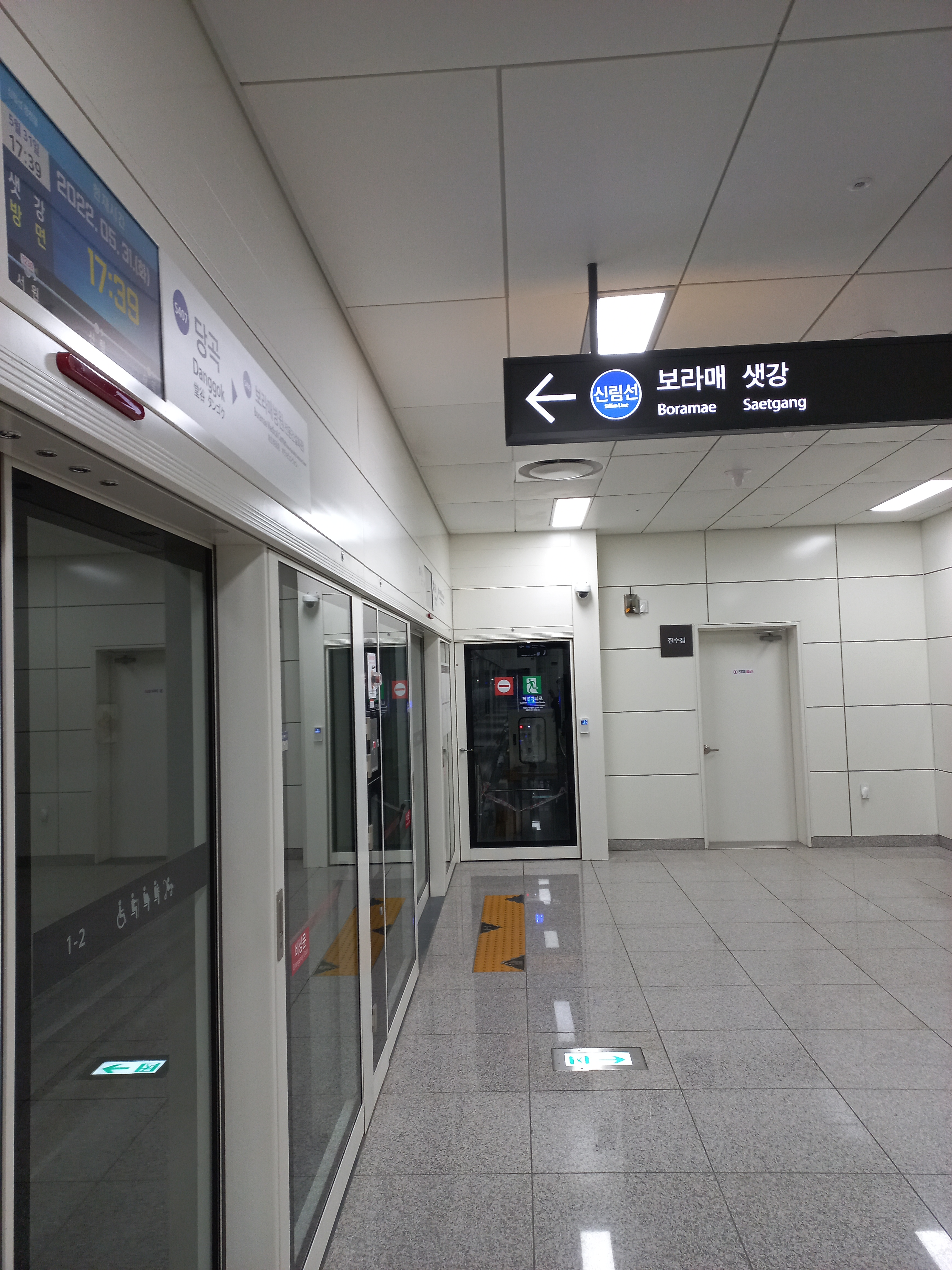
En 2022.

### Intermodalité
Des arrêts de bus sont situés à proximité des accès.

## À proximité
Elle dessert le quartier et notamment le marché de Danggok